# Giv'at Zakif
Giv'at Zakif (hebrejsky: גבעת זקיף) je vrch o nadmořské výšce 358 metrů v severním Izraeli, na pomezí Horní a Dolní Galileji.
Nachází se uprostřed údolí Bejt ha-Kerem, z jehož dna vybíhá jako izolovaný, odlesněný pahorek. Na jižním úpatí začíná zástavba města Karmi'el, na severovýchodní straně leží město Nachf. Vlastní svahy kopce jsou ale stavebně nevyužity. Západně od Giv'at Zakif začíná vádí Nachal Šagor, které odvodňuje celou západní část údolí Bejt ha-Kerem. Nachází se tu i fragment volné krajiny se zemědělskými pozemky. Na severní straně je úzký pás rovinaté zemědělské půdy, který ale dál k severu přechází v prudké stoupání podél terénního zlomu Matlul Curim.